# Petrus Curtius
Pierre de Corte (Bruges, 1491 - Bruges, 16 de Outubro de 1567) foi o primeiro bispo, nomeado por Felipe II da Espanha, para a recém criada Diocese de Bruges, na Bélgica, exercendo suas funções desde 8 de fevereiro de 1562 (embora tivessse sido nomeado em 1560) até a sua morte. Foi também professor de latim, retórica, dialética e física. O jurista flamengo  Joos de Damhouder  (1507-1581) foi um de seus alunos.

## Biografia
Filho de Jan de Corte e Josine Bultinck, pertencia a uma ilustre família de vereadores de Bruges. Foi aluno de uma escola secundária de Lovaina, onde estudou latim, retórica, dialética e física. Mais tarde, frequentou a Faculdade de Letras e também a Faculdade de Teologia, na Universidade de Lovaina. Seu contemporâneo, Nicolaus Clenardus (1495-1542), foi humanista, viajante e erudito flamengo.</ref> disputou com ele, em 1529, uma vaga de Administrador do Colégio da Igreja de São Pedro, em Lovaina, mas Petrus Curtius foi escolhido para o posto. Em 1530, torna-se professor da Universidade Velha de Lovaina e durante algum tempo foi reitor da Universidade . Realizou inúmeras ordens oficiais entre o imperador Carlos V e o papa de Roma. Entrou em contato com muitos humanistas tais como Erasmo de Rotterdam, Dirk Martens (1446-1534), Juán Luís Vives (1492-1540), Jan Fevin (1490-1555), Frans van Cranevelt (1485-1564) e Gerardus Mercator.
As funções de reitor e chanceler do Capítulo de São Donato foram transferidas para o primeiro bispo. E isso não aconteceu sem alguma dificuldade, pois o último reitor, Claude II Carondelet (1493-1564), não queria desistir de suas funções no cargo. Somente depois de sua morte, em 1564, os títulos e propriedades passaram a fazer parte do novo bispado.
Após a sua morte, a diocese teve de esperar dois anos pelo novo sucessor. Durante esse período, a administração foi administrada por tres vigários do capítulo. Um retrato de Petrus Curtius, criado pelo pintor holandês Pieter Pourbus (1523 - 1584), é conservado até os dias de hoje no Palácio do Bispo, em Bruges.

## Bispo de Bruges
A confirmação para o bispado de Bruges foi dada pelo papa Pio IV (1499-1565) e a cerimônia foi realizada na Catedral de São Donato. Tinha na época 62 anos.
No início do seu curto mandato, entrou várias vezes em conflito com o bispo Karel van Croÿ de Doornik (1506-1564), pois também desejava a diocese de Bruges. Pieter de Corte se mostrou ser um tenaz defensor de sua diocese. Manteve boas relações com o Tribunal de Justiça, particularmente com Margarida de Parma (1522-1586). Com o governo da cidade, nem sempre as relações eram boas. Várias disputas se levantaram entre a autoridade civil e a espiritual. Também com outros cânones surgiram muitos conflitos.
Petrus Curtius tinha alguns anos para organizar a nova diocese e os tempos não eram tão fáceis. Os primeiros movimentos heréticos começaram a abalar a instituição.  Por outro lado o Concílio de Trento (1545-1563) havia sido encerrado e as decisões precisavam ser colocadas em prática. Pieter de Corte estava ciente de sua responsabilidade para ganhar aceitação na nova diocese. Ele era um homem hábil, erudito, de vida irrepreensível e com índole humanística.